# Hugo Évora
Hugo Miguel Magalhaes Évora (n. 17 februarie 1981) este un fotbalist portughez. Între 2007 și 2009 a jucat la echipele românești Ceahlăul, FC Știința Bacău și Luceafărul Lotus.